# Горбовський Олександр Альфредович
Горбовський Олександр Альфредович (нар. 14 січня 1930, Київ — пом. 9 грудня 2003, Лондон) — український письменник.
Автор книг, статей, нарисів на історичну тематику, зокрема популярної книги «Загадки історії», виданої укр. мовою в 1966(124 с.) й 1973 р.
Видав ряд книг в співавторстві з Юліаном Семеновим, книга «Ловці привидів» (136 с.) в 1968 р.теж видавалась укр.мовою, книга «Крізь темінь віків» вийшла в перекладі на українську в 1969 р. (144 с.)без ISBN з російського видання «Загадки древней истории» виданого в 1966 р., а в 1966 й 1973 р. вона йшла під назвою «Загадки історії» (Всі чотири книги вийшли в видавництві «Веселка»).